# Уорт, Дженифер
Дженифер Уорт (англ. Jennifer Worth, 25 сентября 1935 — 31 мая 2011) — британская медсестра, музыкант и писательница. Наиболее известна по мемуарам о своей работе, ставшими бестселлерами, и по которым был снят телесериал.

## Биография
Дженифер Ли родилась в 1935 г. в Клактон-он-Си в семье Гордона и Элси Ли. У неё была младшая сестра Кристина и две младшие сестры от другого брака отца.
Она росла в городке Амершеме графства Бакингемшир недалеко от Лондона, в 15 лет окончила школу, научилась стенографии и печати на пишущей машинке и устроилась на работу в Dr Challoner’s Grammar School секретаршей директора. В дальнейшем она училась на медсестру в Королевский госпиталь Беркшира в Рединге, а затем отправилась в Лондон обучаться на акушерку.
В начале 1950-х гг. Дженифер устроилась работать старшей медицинской сестрой в Королевский госпиталь Лондона в Уайтчепеле. Вместе с монашками англиканской Общины Святого Иоанна Богослова она помогала бедным. Она работала палатной медсестрой в Elizabeth Garrett Anderson and Obstetric Hospital в Блумсбери и Госпитале Марии Кюри в Хампстеде.
В 1963 г. Дженифер вышла замуж за Филипа Уорта. В этом браке родились две дочери. В 1973 г. она оставила медицину ради занятий музыкой. В 1974 г. она была утверждена лиценциатом в Лондонском музыкальном колледже, где она училась игре на фортепиано и пению. В 1984 г. ей установили стипендию. В дальнейшем она выступала солисткой и в хоре в Великобритании и в Европе.
Дженифер Уорт попробовала себя в литературе. Первая её книга Call the Midwife («Вызовите акушерку») вышла в 2002 г., а после переиздания в 2007 г. стала бестселлером. Затем вышли вторая и третья её книги, Shadows of the Workhouse («Тени Ист-Энда», 2002 г., 2008 г.) и Farewell to the East End («Прощание с Ист-Эндом», 2009 г.) также стали бестселлерами: трилогия была издана миллионным тиражом в одной только Великобритании. В четвёртом томе In the Midst of Life («Посреди жизни», 2010 г.) Дженифер Уорт рассуждает об уходе за неизлечимо больными. По мотивам её книги BBC One сняло 9 сезонов телесериала «Вызовите акушерку».
Дженифер Уорт скончалась в 2011 г. от рака пищевода.